# John Harris
John Harris (n. 18 octombrie 1916 - d. 1991) a fost un nuvelist britanic, ateu, autor al numeroaselor cărți de thrillere, detectiv și pagini de război. 
1. 1 2  John Harris (novelist), SNAC, accesat în 9 octombrie 2017
2. 1 2  John Harris (I), Internet Speculative Fiction Database, accesat în 9 octombrie 2017
3. ↑  CONOR.SI[*] Verificați valoarea |titlelink= (ajutor)
4. 1 2  Czech National Authority Database, accesat în 30 august 2020